# 652 (numero)
Seicentocinquantadue (652) è il numero naturale dopo il 651 e prima del 653.

## Proprietà matematiche
- È un numero pari.
- È un numero composto, con i seguenti 5 divisori: 1, 2, 4, 163, 326, 652. Poiché la somma dei suoi divisori (escluso il numero stesso) è 496 < 652, è un numero difettivo.
- È un numero palindromo nel sistema di numerazione posizionale a base 12 (464).
- È un numero 25-gonale.
- È un numero malvagio.
- È parte delle terne pitagoriche (489, 652, 815), (652, 26565, 26573), (652, 53136, 53140), (652, 106275, 106277).

## Astronomia
- 652 Jubilatrix è un asteroide della fascia principale del sistema solare.
- NGC 652 è una galassia spirale della costellazione dei Pesci.

## Astronautica
- Cosmos 652 è un satellite artificiale russo.